# Anwar Ahmad Khan
Anwar Ahmed Khan (né le 24 septembre 1933 et mort le 2 mai 2014) est un joueur de hockey sur gazon pakistanais. Il participe aux Jeux olympiques d'été de 1956, aux Jeux olympiques d'été de 1960 et aux Jeux olympiques d'été de 1964. En 1956 et en 1964, il remporte la médaille d'argent de la compétition mais remporte le titre olympique en 1960.

## Palmarès

### Jeux olympiques
- Jeux olympiques de 1956 à Melbourne,  Australie
  -  Médaille d'argent.
- Jeux olympiques de 1960 à Rome,  Italie
  -  Médaille d'or.
- Jeux olympiques de 1964 à Tokyo,  Japon
  -  Médaille d'argent.